# Référendum québécois sur la prohibition de l'alcool
Le Référendum québécois sur la prohibition de l'alcool, tenu le 10 avril 1919, porte sur la légalisation de la vente des bières, des cidres et des vins légers sur le territoire du Québec. Le oui l'emporte à 78,62 % des voix exprimées.

## Question
La question posée aux citoyens est : « Êtes-vous d'opinion que la vente des bières, cidres et vins légers, tels que définis par la loi, devrait être permise? »

## Résultats
178 112 personnes (78,62 %) votent oui alors que 48 433 (21,38 %) votent non. L'option du oui l'emporte avec une majorité significative de 129 679 voix. L'analyse du vote par circonscription révèle que toutes ont voté oui sauf sept : Pontiac, Compton, Dorchester, Huntingdon, Brome, Stanstead et Richmond.
Les résultats du plébiscite ont pour conséquence que la loi de prohibition qui entre en vigueur le 1er mai 1919 ne s'applique finalement qu'aux spiritueux. La victoire des prohibitionnistes « modérés » sur les « radicaux » n'a pas de répercussion immédiate sur le commerce légal de l'alcool car en 1919, 90 % des municipalités québécoises en interdisent la vente. En effet, Trois-Rivières, Lévis, Lachine, Sainte-Agathe, Louiseville, Sainte-Rose et Terrebonne votaient son interdiction en 1915, tandis que la ville de Québec faisait de même le 4 octobre 1917. Il fallut rescinder tous ces règlements, municipalité par municipalité. 
La prohibition est finalement abolie le 1er mai 1921 lors de l'entrée en vigueur de la Loi sur les boissons alcooliques qui crée la Commission des liqueurs de Québec (aujourd'hui la Société des alcools du Québec - SAQ).
Cependant, l'interdiction du cidre, que le lobby Molson a obtenu en 1786, n'est pas levée, puisque ça ne faisait pas partie de la vague récente de prohibition; le cidre est demeuré interdit jusqu'en 1970 (projet de loi de l'UN repris par le PLQ).